# Virsboåsens naturreservat
Virsboåsens naturreservat är ett naturreservat i Fagersta kommun och Surahammars kommun i Västmanlands län.
Området är naturskyddat sedan 2020 och är 57 hektar stort. Reservatet ligger vid östra stranden av den sydliga viken till Åmänningen strax norr om Virsbo och består av myrmarker och n del av Strömsholmsåsen där det växer gammal skog